# Мендоса-и-Амор Флорес, Бенхамин
Бенхамин (Бенджамин) Мендоса-и-Амор Флорес (исп. Benjamín Mendoza y Amor Flores; 31 марта 1933 —  2 августа 2014, Лима) — боливийский художник-сюрреалист, известный безуспешной попыткой убийства Папы Римского Павла VI в Маниле в 1970 году.

## Биография
Родился в бедной семье. До 1962 года жил в Ла-Пасе. Позже бродяжничал. С 1962 по 1970 год путешествовал по миру, жил в Аргентине, США, Японии, Гонконге и на Филиппинах.
В начале 1960-х годов выставлял свои работы в нескольких галереях Аргентины, в 1963 году занимался книжной иллюстрацией. Создал две фрески для одного из отелей Мар-дель-Плата. Экспонировал свои картины в СССР и на Гавайях. После поселился на Филиппинах.
27 ноября 1970 года, примерно в 9:30 утра, Б. Мендоса-и-Амор Флорес, переодетый в священника с распятием в руках, сумел приблизиться к Папе Павлу VI, после того, как тот вышел из самолёта в международном аэропорту Манилы. Преступник успел дважды ударить Понтифика кинжалом около десяти дюймов в длину в шею.
Личный секретарь Папы Римского Павла VI Паскуале Макки сумел уменьшить силу удара, схватившись за руку преступника. Кроме того, жертва нападения носила жесткий воротник, чтобы облегчить боль от заболевания — шейного спондилёза, что спасло Павла VI. Получив лишь легкие травмы груди, Папа продолжил официальный визит в соответствии с запланированной программой.
21 апреля 1971 года Б. Мендоса-и-Амор Флорес был осужден и заключён в одну из филиппинских тюрем,  на вопрос о его попытке убить Папу Павла VI, отвечал, что хотел привлечь к себе внимание и спасти людей от «суеверия и лицемерия».
После трёх лет и четырёх месяцев тюремного заключения на Филиппинах Мендоса был освобожден в 1974 году и депортирован в Боливию. После выхода на свободу организовал и провёл ряд выставок в более чем 80 странах. Жил в Лиме, где и скончался 2 августа 2014 года.